# Willem Tell

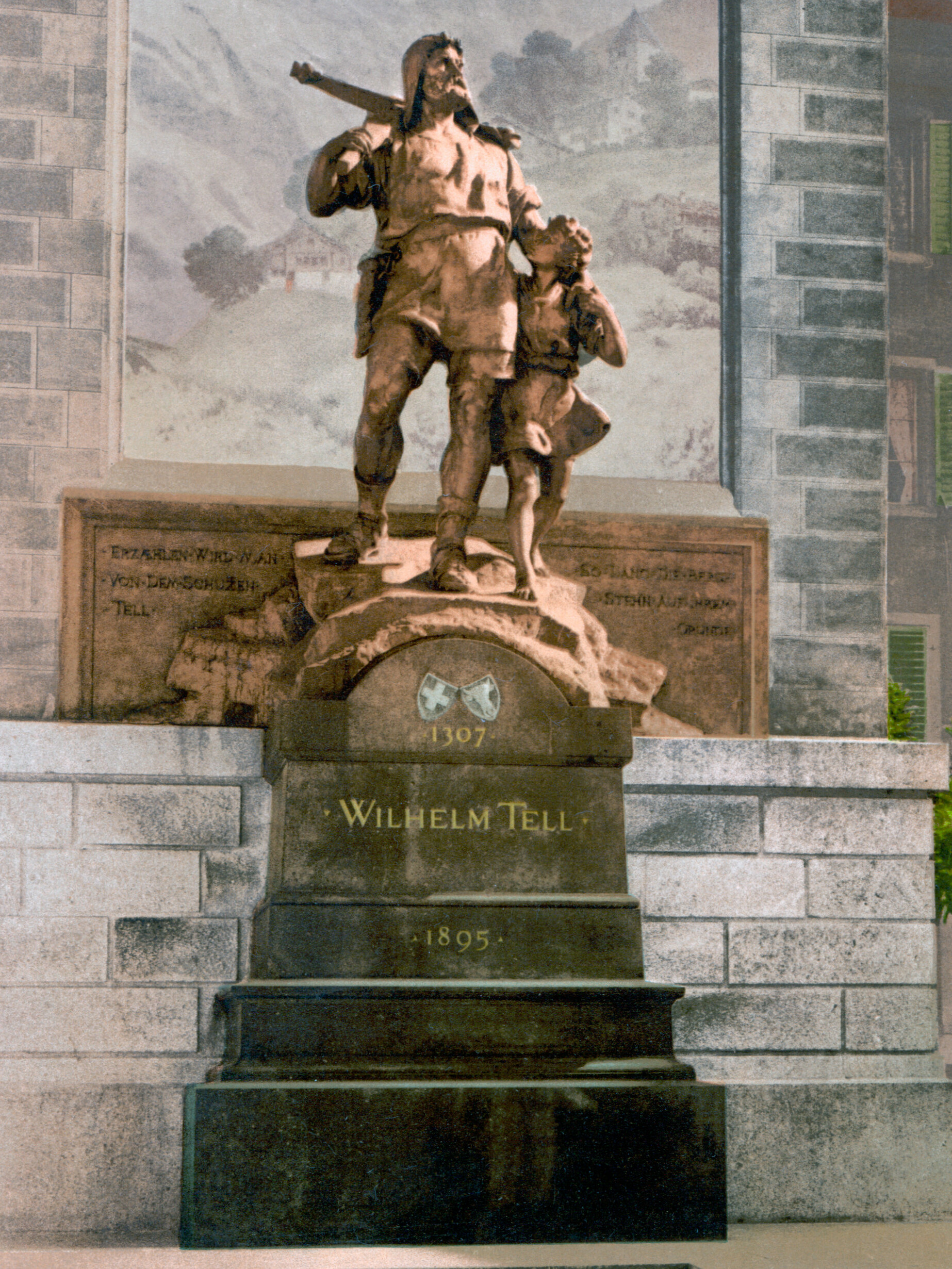
Monument voor Willem Tell te Altdorf, opgericht in 1895

Willem Tell is een legendarische vrijheidsheld die aan het begin van de 14e eeuw zou hebben geleefd in Zwitserland en vooral bekend werd door het gelijknamige toneelstuk van Friedrich Schiller en de opera van Gioacchino Rossini. Het verhaal van Willem Tell is een van de stichtingsmythes van Zwitserland. De oudste bron van dit verhaal is het Witte Boek van Sarnen.

## Legende
Het verhaal gaat dat de legendarische kruisboogschutter Willem Tell in 1307 weigerde de hoed te groeten die de - eveneens legendarische - landvoogd Hermann Gessler op een staak op het dorpsplein had laten zetten als symbool voor het heersende huis Habsburg. Gessler beval hem daarop met zijn kruisboog een appel van het hoofd van zijn zoontje Walter te schieten. Willem Tell haalde twee pijlen uit zijn koker en schoot er één met succes door de appel. Toen Gessler vroeg wat de bedoeling van de andere pijl was, antwoordde Tell dat die voor de landvoogd was geweest als hij zijn zoontje gedood zou hebben. Hierop werd hij gevangengenomen. Terwijl Tell in een bootje over het Vierwoudstrekenmeer naar de gevangenis werd gevoerd, brak er een storm uit en wist hij te ontsnappen. Willem Tell vluchtte naar Küssnacht en schoot op de holle weg van Küssnacht am Rigi de gehate landvoogd dood met zijn kruisboog.
De rest van de Tell-legende vermeldt alleen dat hij in 1315 zou hebben meegevochten in de Slag bij Morgarten tegen de Oostenrijkse hertog Leopold I van Habsburg en in 1354 zou zijn verdronken in de wilde bergbeek Schächenbach toen hij een kind probeerde te redden.
Evenals zijn Engelse 'collega' Robin Hood is Tells avontuurlijk leven vaak verfilmd, ook als erop voortbordurende televisieserie.

## Historiciteit

Afbeelding van het standbeeld van Willem Tell in Altdorf.

Het verhaal van Willem Tell past perfect in de onafhankelijkheidsstrijd van Zwitserland en zijn landsknechten sinds 1291. Sinds dat jaar verzet een aantal Zwitserse staatjes zich tegen de heerschappij van de Habsburgers. Uri, waar Willem Tell woonde, behoorde hiertoe en werd een van de drie katholieke oerkantons (met Schwyz en Unterwalden), die op 1 augustus het Zwitsers Eedverbond oprichtten.
Er is echter geen enkel bewijs dat Willem Tell daadwerkelijk heeft bestaan. De eerste vermelding van de legende stamt uit 1470 in het Witte Boek van Sarnen. Een andere bron is het Chronicum Helveticum van de Zwitserse historicus Aegidius Tschudi over de jaren 1000 tot 1470. Onderzoekers hebben echter geconstateerd dat die kroniek deels op zorgvuldig verzamelde documenten berust, maar ook deels op fantasie stoelt. Ook het ontbreken van een Gessler onder de landvoogden van Schwyz en Unterwalden, wijst erop dat het niet om een historische gebeurtenis gaat maar om een verhaal uit de tijd dat er een anti-Habsburgisch samenhorigheidsgevoel begon te heersen.
In midden 1700 las Gottlieb de Haller, een geleerde uit Bern, een oud Deens folkloristisch verhaal over Koning Harald Blauwtand, die regeerde van 936 tot 987, en Vikinghoofdman Toko, die werd gedwongen een appel van het hoofd van zijn jonge zoon te schieten. De Haller schreef daarop Willem Tell, een Deens fabeltje, waarin hij beweerde dat de Zwitserse legende was gebaseerd op het verhaal over Toko. Dit kwam hem echter duur te staan, want het gevolg was een rechtsvervolging en bedreigingen, waarna Haller verklaarde dat het verhaal geen serieus historisch werk was, maar een uiting van literaire kunst en bood zijn excuses aan. Het boek werd op de markt van Altdorf verbrand. Toch kwam de legende door deze zaak opnieuw in de aandacht.